# Liste der Baudenkmäler in Pfaffenhausen

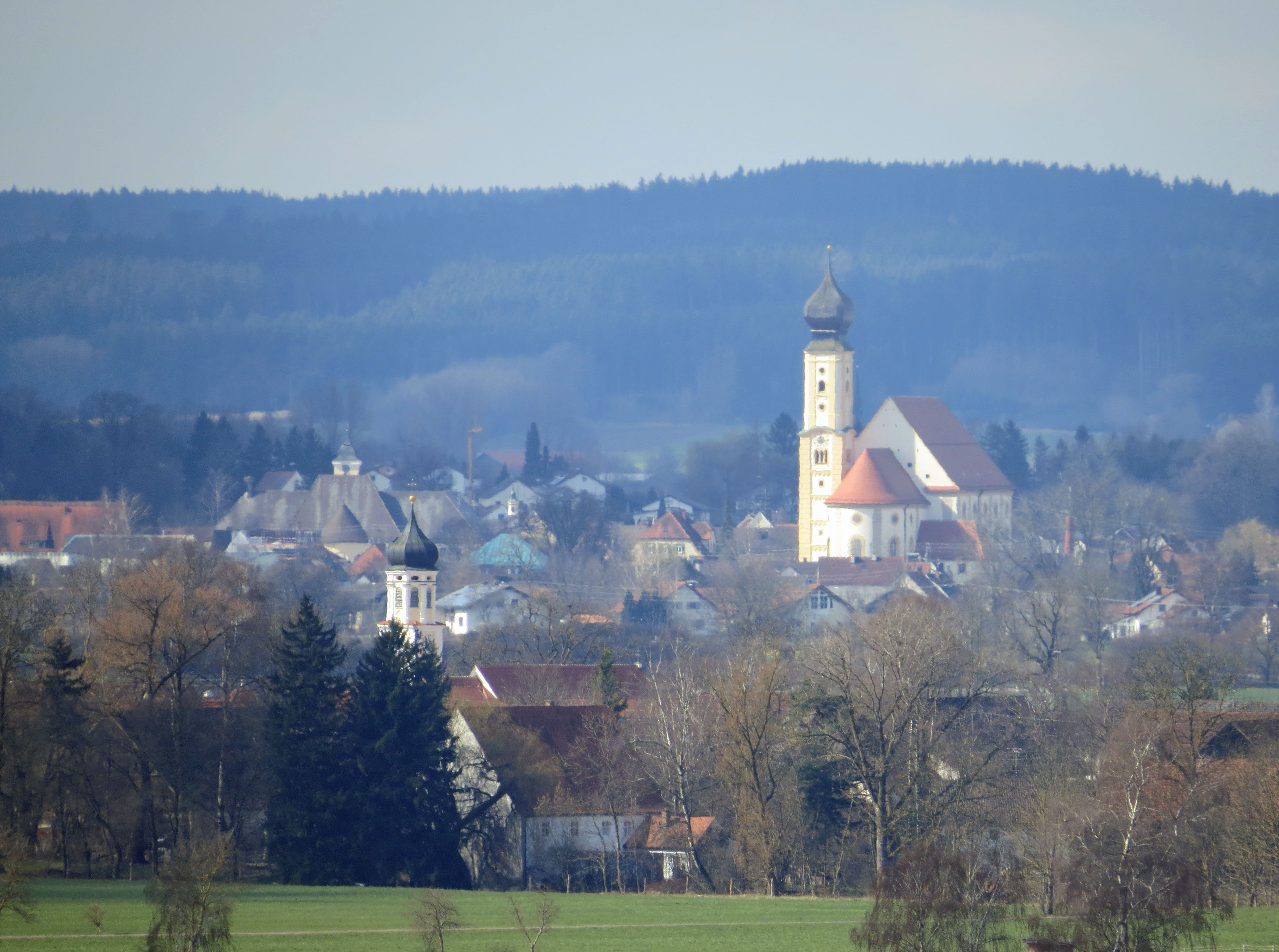
Pfaffenhausen von Nordosten

Auf dieser Seite sind die Baudenkmäler in dem schwäbischen Markt Pfaffenhausen zusammengestellt. Diese Tabelle ist eine Teilliste der Liste der Baudenkmäler in Bayern. Grundlage ist die Bayerische Denkmalliste, die auf Basis des Bayerischen Denkmalschutzgesetzes vom 1. Oktober 1973 erstmals erstellt wurde und seither durch das Bayerische Landesamt für Denkmalpflege geführt wird. Die folgenden Angaben ersetzen nicht die rechtsverbindliche Auskunft der Denkmalschutzbehörde.

## Ensembles

### Ensemble Ortskern Pfaffenhausen
Das Ensemble umfasst den Ortskern mit Kirche, Kirchplatz, ehemaliges Priesterseminar und die Hauptstraße bis zur Straßenkreuzung im Südwesten. Der Ort zeigt in seinen wesentlichen Teilen die Entwicklung von einem mittelalterlichen Haufendorf zu einer planmäßigen Marktanlage des 13./14. Jahrhundert. Bei der Kirche St. Stephan liegt, in der unregelmäßigen Grundrissgestalt jenes Gebäudekomplexes, der von Kirchplatz, Hauptstraße und Markgrafstraße umgriffen wird, der Kern des ältesten Haufendorfes. Die Pfarre, im 12. Jahrhundert erstmals erwähnt, erlangte besondere wirtschaftliche Bedeutung innerhalb des Hochstifts Augsburg, womit wohl die Verleihung des Marktrechts – vermutlich schon im 13. Jahrhundert – einherging. In diese Zeit ist auch die regelmäßige Anlage des Straßenmarktes zu datieren, der sich zwischen dem Haufendorf und der ehemaligen Burganlage im Südwesten erstreckt. Handwerker und Gewerbetreibende ließen sich hier nieder. Eine weitere Blüte, die im Bau des Priesterseminars und des Rathauses ihren Ausdruck fand, erlebte Pfaffenhausen im 18. Jahrhundert Gegen Ende des Jahrhunderts wurde die Pfarrkirche völlig neu gestaltet. Das Erscheinungsbild des Marktes wird geprägt von einer Bebauung des 18./19. Jahrhundert: stattlichen Walm- und Satteldachbauten am Kirchplatz und der Markgrafstraße und meist zweigeschossigen Bürger- und Geschäftshäusern in Traufseitstellung und offener Bauweise an der Hauptstraße. Kirche, Priesterseminar und Rathaus bilden die städtebaulichen Hauptakzente. Aktennummer: E-7-78-187-1.

## Baudenkmäler nach Ortsteilen

### Pfaffenhausen
| Lage                                        | Objekt                              | Beschreibung | Akten-Nr.     | Bild                        |
| ------------------------------------------- | ----------------------------------- | --- | ------------- | --------------------------- |
| Blumenstraße (Standort)                     | Kapelle Unserer Lieben Frau         | Walmdachbau mit halbrundem Schluss, 17./18. Jahrhundert; mit Ausstattung | D-7-78-187-25 | Kapelle Unserer Lieben Frau |
| Burgstraße 10 (Standort)                    | Ehemaliger Zehentstadel             | Kastenhaus, dreigeschossiger Satteldachbau mit Geschossgliederung und Ecklisenen, 1739 errichtet, 1877 umgestaltet                                                                                   | D-7-78-187-2  | Ehemaliger Zehentstadel     |
| Burgstraße 12 (Standort)                    | Ehemaliges Schloss (Burgstall)      | Tonnengewölbe im Keller, mittelalterlich | D-7-78-187-1  | BW                          |
| Hauptstraße 5 (Standort)                    | Wohnhaus                            | Zweigeschossiger Walmdachbau mit Mittelrisalit, 18. Jahrhundert, Fassadengestaltung 1892 | D-7-78-187-4  | Wohnhaus                    |
| Hauptstraße 12 (Standort)                   | Ehemaliges Pflegamtshaus            | Später Pfarrhof, zweigeschossiger Walmdachbau mit Putzgliederung, von Franz Kleinhans, um 1734; mit Ausstattung                                                                                      | D-7-78-187-5  | Ehemaliges Pflegamtshaus    |
| Hauptstraße 21 (Standort)                   | Wohn- und Geschäftshaus             | Stattliches, zweigeschossiges Eckhaus mit Satteldach und reicher Fassadengliederung in Formen der Renaissance, bezeichnet mit „1890“                                                                 | D-7-78-187-7  | Wohn- und Geschäftshaus     |
| Hauptstraße 23 (Standort)                   | Gasthof zur Krone                   | Zweigeschossiger, traufständiger Satteldachbau, 18. Jahrhundert | D-7-78-187-8  | Gasthof zur Krone           |
| Hauptstraße 25, Markgrafstraße 1 (Standort) | Wohn- und Geschäftshaus             | Zweigeschossiger Walmdachbau, Mitte 18. Jahrhundert, mit jüngerem Anbau mit Walmdach | D-7-78-187-9  | Wohn- und Geschäftshaus     |
| Hauptstraße 30 (Standort)                   | Rathaus                             | Ehemaliges Rathaus, zweigeschossiger, giebelständiger Satteldachbau mit Dachreiter, von Ulrich Fendt, 1758                                                                                           | D-7-78-187-11 | weitere Bilder              |
| Hauptstraße 34 (Standort)                   | Ehemalige Schule                    | Jetzt Rathaus, zweigeschossiger Walmdachbau mit reicher spätklassizistischer Fassadengliederung, um 1880/1900                                                                                        | D-7-78-187-12 | Ehemalige Schule            |
| Kirchplatz 2 (Standort)                     | Katholische Pfarrkirche St. Stephan | Frühklassizistischer Saalbau mit eingezogenem Chor und südlichem Turm mit Zwiebelhaube, von Johann Stephan Gelb und Ignatz Verhelst, 1782–88, Turm zweite Hälfte 15. Jahrhundert; mit Ausstattung    | D-7-78-187-14 | weitere Bilder              |
| Kirchplatz 3 (Standort)                     | Wohnhaus                            | Spätklassizistischer, zweigeschossiger Walmdachbau mit reicher Fassadengliederung, bezeichnet mit „1894“; siehe auch Ensemble                                                                        | D-7-78-187-15 | Wohnhaus                    |
| Kirchplatz 7 (Standort)                     | Gasthaus                            | Stattlicher zweigeschossiger, giebelständiger Satteldachbau, 18. Jahrhundert, erneuert | D-7-78-187-16 | Gasthaus                    |
| Kirchplatz 9, Markgrafstraße 4 (Standort)   | Ehemaliges Frühmesserhaus           | zweigeschossiger Satteldachbau,1730 erbaut, um 1800 verändert; westlich freistehender, gemauerter Wirtschaftsbau mit Mansardsatteldach und stichbogigen Einfahrtstoren, Erste Hälfte 19. Jahrhundert | D-7-78-187-17 | Ehemaliges Frühmesserhaus   |
| Markgrafstraße 7 (Standort)                 | Wohn- und Geschäftshaus             | Zweigeschossiger Walmdachbau, im Kern drittes Viertel 18. Jahrhundert, erneuert | D-7-78-187-21 | Wohn- und Geschäftshaus     |
| Markgrafstraße 11 (Standort)                | Leichenhalle                        | Satteldachbau mit Portikus und seitlichen, niedrigeren Walmdachanbauten, bezeichnet mit „1913“; mit Ausstattung                                                                                      | D-7-78-187-26 | Leichenhalle                |
| Mindelheimer Straße 1 (Standort)            | Gasthaus zum Kreuz                  | Zweigeschossiges, giebelständiges Satteldachhaus, wohl 18. Jahrhundert, neugotischer Treppengiebel Mitte 19. Jahrhundert                                                                             | D-7-78-187-22 | Gasthaus zum Kreuz          |
| Mühlstraße 7 (Standort)                     | Kapelle St. Ulrich                  | Kleiner Rechteckbau mit Satteldach, 1848 | D-7-78-187-23 | Kapelle St. Ulrich          |
| Regens-Rößle-Straße 2 (Standort)            | Ehemaliges Priesterseminar          | Jetzt Blindenheim, dreigeschossige Vierflügelanlage mit Walmdach, von Joseph Schmuzer, 1735–56; im Ostflügel Kapelle St. Ulrich; mit Ausstattung                                                     | D-7-78-187-24 | weitere Bilder              |

### Egelhofen
| Lage                                     | Objekt                                 | Beschreibung | Akten-Nr.     | Bild           |
| ---------------------------------------- | -------------------------------------- | --- | ------------- | -------------- |
| Egelhofen 13 (Standort)                  | Katholische Filialkirche St. Margareta | Flachgedeckter Saalbau mit eingezogenem Chor unter Stichkappentonne, östlicher Turm mit glockenförmiger Haube, im Kern spätgotisch, Umbauten im 18. Jahrhundert; mit Ausstattung | D-7-78-187-27 | weitere Bilder |
| Grünbichl, nördlich des Ortes (Standort) | Feldkapelle                            | Kleiner Rechteckbau, 1918 erbaut; mit Ausstattung | D-7-78-187-28 | Feldkapelle    |

### Heinzenhof
| Lage                    | Objekt            | Beschreibung                                                               | Akten-Nr.     | Bild           |
| ----------------------- | ----------------- | -------------------------------------------------------------------------- | ------------- | -------------- |
| Heinzenhof 9 (Standort) | Kapelle Mariahilf | Neugotischer Satteldachbau mit dreiseitigem Schluss, 1864; mit Ausstattung | D-7-78-187-29 | weitere Bilder |

### Schöneberg
| Lage                               | Objekt                               | Beschreibung | Akten-Nr.     | Bild           |
| ---------------------------------- | ------------------------------------ | --- | ------------- | -------------- |
| Kirchweg 6 (Standort)              | Katholische Pfarrkirche St. Nikolaus | Neuromanischer, flachgedeckter Saalbau mit eingezogenem Chor unter Kreuzgratgewölbe, südlicher Turm mit neubarocker Kuppelhaube, Turm zweite Hälfte 17. Jahrhundert, nach Plänen von Peter Klein durch den Pfaffenhausener Stephan Stark errichtet, 1871–76; mit Ausstattung | D-7-78-187-31 | weitere Bilder |
| St.-Wendelin-Straße 100 (Standort) | Kapelle St. Wendelin                 | Pilastergegliederter, flachgedeckter Saalbau mit eingezogenem Chor unter Halbkreistonne, 1685; mit Ausstattung | D-7-78-187-32 | weitere Bilder |

### Weilbach
| Lage                   | Objekt                            | Beschreibung                                                           | Akten-Nr.     | Bild           |
| ---------------------- | --------------------------------- | ---------------------------------------------------------------------- | ------------- | -------------- |
| Weilbach 19 (Standort) | Katholische Filialkirche St. Anna | Spätgotischer Saalbau mit Dachreiter, 15. Jahrhundert; mit Ausstattung | D-7-78-187-34 | weitere Bilder |

## Ehemalige Baudenkmäler
In diesem Abschnitt sind Objekte aufgeführt, die früher einmal in der Denkmalliste eingetragen waren, jetzt aber nicht mehr. Objekte, die in anderem Zusammenhang also z. B. als Teil eines Baudenkmals weiter eingetragen sind, sollen hier nicht aufgeführt werden. Aktennummern in diesem Abschnitt sind ehemalige, jetzt nicht mehr gültige Aktennummern.

| Lage                                    | Objekt    | Beschreibung                                    | Akten-Nr.     | Bild   |
| --------------------------------------- | --------- | ----------------------------------------------- | ------------- | ------ |
| Pfaffenhausen Hauptstraße 15 (Standort) | Fresko    | Darstellung eines Seilers, bezeichnet „1706“    | D-7-78-187-6  | Fresko |
| Pfaffenhausen Hauptstraße 29 (Standort) | Fresko    | Tod des heiligen Franz Xaver, bezeichnet „1782“ | D-7-78-187-10 | Fresko |
| Schöneberg Dorfstraße 10 (Standort)     | Holzfigur | Heilige Afra, 17./18. Jahrhundert               | D-7-78-187-33 | BW     |